# إغناز فون بورن
إغناز فون بورن (بالمجرية: Ignác Born)‏‏ (26 ديسمبر 1742 في ألبا يوليا، الإمارة الكبرى لترانسيلفانيا، بهابسبورغ الملكية - 24 يوليو 1791 في فيينا)، كان عالماً بالمعادن والفلزات، وكان ماسونياً بارزًا، فقد كان رئيساً لمجمع المتنورين في فيينا وكاتبًا مناهضًا لرجال الدين. كما كان العالِم البارز في الإمبراطورية الرومانية المقدسة خلال السبعينيات من القرن السابع عشر في عصر التنوير.
تشمل اهتماماته التعدين، الفلزات، الرخويات، الكيمياء، والمتحجرات.

## سيرة شخصية
ينتمي إغناز إلى عائلة نبيلة من أصل ترانسيلفانيا السكسونية. بدأ الدراسة في مسقط رأسه، ثم تلقى تعليمه في إحدى الجامعات اليسوعية في فيينا، لكنه ترك اليسوعيين بعد ستة عشر شهراً لدراسة القانون في جامعة كارلوفا في براغ، ثم سافر بعدها على نطاق واسع إلى ألمانيا الحالية، هولندا، وفرنسا، كي يدرس علوم المعادن، وحين مر على المجر مكث فيها كي يقوم بدراسة للتاريخ الطبيعي، ثم عاد بعدها إلى براغ في 1770 لكي يدخل قسم المناجم.